# 東和病院
東和病院（とうわびょういん）は、大阪府大阪市東住吉区田辺にある第二次救急医療機関である。一般病床155床(地域包括ケア病床41床,回復期リハビリテーション病床50床)を備える。

## 診療科
(この節の出典)
- 内科
- 呼吸器内科
- 循環器内科
- 消化器内科
- 整形外科
- 外科
- 皮膚科
- 泌尿器科
- リハビリテーション科
- 放射線科
- リウマチ科

## 外国語対応
- 中国語（言葉に不自由なく対応することが可能）[2]

## 訪問診療
年齢や病気、障害に関係なく通院困難な患者に対し、医師が患者宅に向かい、定期的な診察や検査を行い、薬の処方も行っている。

## 交通アクセス
(この節の出典)
- JR阪和線「南田辺駅」徒歩7分
- OsakaMetro谷町線「駒川中野駅」徒歩7分、「田辺駅」徒歩8分
- 近鉄南大阪線「今川駅」徒歩12分